# Grant Main
Grant Main, kanadski veslač, * 11. februar 1960, Victoria, Britanska Kolumbija.
Main je za Kanado nastopil na Poletnih olimpijskih igrah 1984 in 1988.
Bil je član kanadskega osmerca, ki je na Poletnih olimpijskih igrah 1984 v Los Angelesu osvojil zlato medaljo.